# التخطيط المسبق للرعاية الصحية
التخطيط المسبق للرعاية الصحية هو عملية تُمكِّن الأفراد الذين يملكون القدرة الذهنية على اتخاذ القرار من وضع خطط بشأن رعايتهم الصحية المستقبلية. وتوفّر الخطط المسبقة للرعاية توجيهًا للمهنيين الصحيين عندما لا يكون الشخص في وضع يسمح له باتخاذ قراراته الصحية أو التعبير عنها. ويُعد التخطيط المسبق للرعاية مناسبًا للبالغين في جميع مراحل الحياة.
وقد أظهرت الدراسات أن المشاركة في التخطيط المسبق للرعاية تقلل من التوتر والقلق لدى المرضى وأسرهم، وتؤدي إلى تحسينات في رعاية نهاية الحياة. ويُعد كبار السن من الفئات الأكثر ارتباطًا بهذا النوع من التخطيط، نظرًا لاحتمال تعرضهم لحالات تتطلب وجود خطة رعاية مسبقة، لكن نسبة قليلة فقط منهم يستخدمونها.
تشمل المكونات الأساسية للتخطيط المسبق للرعاية الصحية: تعيين شخص بديل لاتخاذ القرار، واستكمال توجيه مسبق للرعاية الصحية.

## التعريف
وقد عرَّفت ورقة بيضاء دولية التخطيط المسبق للرعاية الصحية على أنه يشمل الأفراد القادرين على اتخاذ القرار الذهني من البداية، وأن يكونوا منخرطين بشكل كامل في النقاشات والخطط المتعلقة برعايتهم الصحية. وقد أدى ذلك إلى تبني بعض الدول في المملكة المتحدة مصطلح "التخطيط المستقبلي للرعاية" كمصطلح شامل، يضم كلًا من التخطيط المسبق للرعاية لمن يملكون القدرة على اتخاذ القرار، والتخطيط للذين يعانون من ضعف أو غياب في القدرة الذهنية (اتخاذ قرارات بناءً على مصلحة المريض كما يحدده قانون القدرة الذهنية في المملكة المتحدة). وقد نشر البروفيسور مارك تاوبيرت، استشاري رعاية تلطيفية ومُنسق التخطيط المسبق والمستقبلي للرعاية في ويلز، ورقة موقف حول هذا الموضوع عام 2022، كما اعتمدت هيئة الصحة الوطنية في اسكتلندا أيضًا "التخطيط المستقبلي للرعاية" كمصطلح شامل، يندرج تحته التخطيط المسبق للرعاية أو التخطيط التوقعي كأجزاء منه.

## الخلفية
يمكن أن يكون التخطيط المسبق للرعاية ذا صلة بالبالغين في أي مرحلة من مراحل الحياة. وعادةً ما يتضمن ذلك محادثة بين الفرد وعائلته أو القائمين على رعايته والمهنيين الصحيين حول رغباته المستقبلية وأولوياته في الرعاية. ومع ذلك، تختلف مفاهيم التخطيط المسبق دوليًا. ويهدف التخطيط المسبق للرعاية إلى تمكين الأشخاص من العيش بشكل جيد، وعندما تقترب لحظة الوفاة، أن يموتوا بما يتوافق مع قيمهم الشخصية. ولا يُطبق هذا النوع من التخطيط إلا عندما يفقد الفرد القدرة على اتخاذ القرار أو التواصل أو كليهما. وعندما يكون التخطيط قد حدث مسبقًا، فإن الأشخاص الذين فقدوا القدرة على اتخاذ القرار أو التواصل أو كليهما، يمكنهم الاستمرار في التعبير عن رغباتهم الطبية. وقد ثبت أن ذلك يُحسّن من رعاية نهاية الحياة، ويُحقق نتائج أفضل لكل من المرضى وذويهم الباقين على قيد الحياة.
ورغم أنه يمكن تطبيقه في جميع مراحل الحياة، إلا أن أهميته تزداد في التخطيط ما قبل العمليات الجراحية وقرارات نهاية الحياة، حيث يُقدّر أن واحدًا من كل أربعة أشخاص يفقد القدرة على اتخاذ القرار عند اقتراب وفاته.  وتُشير نتائج مراجعة منهجية إلى وجود مؤشرات تنبؤية يمكن أن تساعد في تحديد المرضى الذين قد يستفيدون من مناقشات التخطيط المسبق للرعاية وهم لا يزالون في مراحل الرعاية الأولية.
ورغم أن التخطيط المسبق للرعاية مناسب نظريًا لجميع المرضى البالغين، إلا أن طبيعة الممارسة الطبية المزدحمة تقتضي وجود نظام يُسهم في تحديد المرضى ذوي التوقعات المحدودة في حياتهم.
تدعم التشريعات الفيدرالية والمحلية في الولايات المتحدة وأستراليا وكندا والمملكة المتحدة حق المرضى في رفض العلاجات الطبية غير المرغوب فيها.  ويمكن للأفراد التعبير عن تفضيلاتهم من خلال توجيهات مسبقة مكتوبة، أو عن طريق إبلاغ الشخص البديل المعيّن لاتخاذ القرار برغباتهم عندما لا يتمكنون من اتخاذها أو التعبير عنها بأنفسهم.
تظهر تقنيات رقمية متزايدة لدعم توثيق ومشاركة معلومات التخطيط المسبق للرعاية، وتعتمد معظم هذه الأساليب على أنظمة السجلات الصحية الإلكترونية. ورغم تعدد هذه الأساليب، إلا أن تبنّي التخطيط الرقمي المسبق للرعاية لا يزال منخفضًا في دول مثل المملكة المتحدة، ويُعزى ذلك إلى تحديات التنفيذ التي تواجه العاملين في القطاع الصحي، بما في ذلك تحديات التوافق التقني. وهناك إدراك متزايد لحاجة المرضى للوصول إلى خطة رعايتهم الرقمية للتحقق من المعلومات المخزنة بشأن تفضيلاتهم.

## المكونات
هناك طريقتان يمكن من خلالهما معرفة تفضيلات الفرد:
1. تعيين شخص بديل لاتخاذ القرار.
2. استكمال توجيه مسبق للرعاية أو وثيقة مشابهة.

تشير نتائج مراجعة منهجية إلى قيمة وأهمية أنواع مختلفة من أدوات اتخاذ القرار التي يمكن للمرضى استخدامها للمساعدة في توضيح أهدافهم. 

### الشخص البديل لاتخاذ القرار
الشخص البديل لاتخاذ القرار يتخذ قرارات نيابة عن الفرد فقط عندما لا يكون لدى ذلك الفرد القدرة على اتخاذ القرار أو التواصل. 
هناك عدد من الطرق التي يمكن من خلالها تحديد الشخص البديل لاتخاذ القرار. وتُعد الطريقة المثالية هي تعيين شخص باستخدام وثيقة قانونية رسمية. وفي حال غياب مثل هذه الوثيقة، يمكن أن يكون الشخص البديل هو "الشخص المسؤول" كما هو مذكور حسب ترتيب السلطة في التشريعات.
يمكن للفرد أن يختار الشخص البديل بعد استكمال الأوراق المطلوبة، أو يمكن أن يتم تعيينه قانونيًا في حال لم يتم اختيار شخص مسبقًا (مثل أحد أفراد العائلة أو مقدم رعاية)، أو يمكن تعيينه من قِبل جهة مختصة (مثل وصي تعيّنه محكمة الوصاية).
ويتخذ الأشخاص البدلاء قراراتهم بناءً على مبدأين: الحكم البديل أو مصلحة المريض الفضلى. يُقصد بالحكم البديل اتخاذ القرار الذي يُعتقد أنه يعكس ما كان الشخص سيختاره بنفسه، بناءً على رغباته المعروفة والمشورة الطبية المتاحة. أما مبدأ المصلحة الفضلى، فيُركّز على ما هو الأفضل للمريض في الظروف الحالية.
وتدعم العديد من الأنظمة القضائية، ولكن ليس جميعها، تعيين الشخص البديل من خلال وثيقة رسمية، وتختلف تسميتها حسب الاختصاص القضائي.

### التوجيهات المسبقة للرعاية
التوجيه المسبق للرعاية هو وثيقة تُحدد تفضيلات الفرد بشأن الرعاية الصحية. وقد تتضمن هذه الوثيقة القيم الشخصية والأهداف الحياتية، أو وصفًا للظروف التي يعتبرها الشخص غير مقبولة، أو تفضيلات تتعلق بتدخلات طبية معينة، أو مزيجًا من ذلك.
يمكن أن تُكتب التوجيهات المسبقة على نماذج مُصممة خصيصًا، أو تأخذ شكل رسالة أو بيان مكتوب. ويساعد إشراك الطبيب عند إكمال هذه الوثيقة في ضمان وضوح الرغبات وتدوينها بطريقة يسهل على الأشخاص البدلاء أو الطاقم الطبي تفسيرها واتباعها مستقبلًا. كما أن توقيع الطبيب كشاهد على الوثيقة يعزّز مصداقيتها، ويُظهر أن القرارات المدونة قد تم اتخاذها عن دراية بمساعدة مختص.

### قرارات الرفض المسبق للعلاج (المملكة المتحدة)
بعض الدول لا تستخدم مصطلح "توجيه" لأن التصريحات أو الخطط المسبقة للرعاية لا تكون ملزمة قانونيًا دائمًا (مثلًا، لا يمكن للمريض أن يُملي على الطبيب تقديم علاج معين لاحقًا عندما يفقد القدرة الذهنية). في المملكة المتحدة، تُعرف التوجيهات باسم "قرارات الرفض المسبق للعلاج" أو Advance Decisions to Refuse Treatment (اختصارًا: ADRT)، وتتمتع بوضع قانوني بموجب قانون القدرة الذهنية لعام 2005. ويمكن للمرضى كتابتها وتوقيعها. ويجب أن تكون هذه الوثيقة محددة بشأن نوع العلاج المرفوض والظروف التي ينطبق فيها الرفض. ولكي تكون صالحة، يجب أن يكون الشخص متمتعًا بالأهلية العقلية وقد فهم قراره وقت توقيعه على الوثيقة. وإذا كانت الوثيقة تتضمن رفضًا لعلاج منقذ أو مطيل للحياة، فيجب أن تكون مكتوبة وموقعة من قِبل شاهد. ويُعد أي رفض مسبق قانونيًا ملزمًا، بشرط أن يكون المريض بالغًا، متمتعًا بالكفاءة العقلية، ومُطّلعًا على ما يكفي من المعلومات عند اتخاذه القرار. وإذا لم تستوفِ الوثيقة هذه الشروط ولكنها تُشير إلى رغبات المريض بوضوح، فإنها لا تكون ملزمة قانونيًا، ولكن يجب أخذها بعين الاعتبار عند اتخاذ قرارات تصب في مصلحة المريض. ومن الأمثلة على وثائق ADRT، النموذج والإرشادات الوطنية التي نشرتها هيئة الصحة الوطنية في ويلز على موقع التخطيط المسبق والمستقبلي للرعاية.

## المنافع
وقد أظهرت أبحاث في سويسرا مع أشخاص تتراوح أعمارهم بين 71 و80 عامًا أن زيادة المعرفة حول ترتيبات التخطيط المسبق للرعاية يمكن أن تُحسِّن من تصورات كبار السن حول فائدتها. وينبغي أن تأخذ الرسائل التوعوية بعين الاعتبار مستوى المعرفة الفردية والحواجز المتكررة، والتي يبدو أنها تتلاشى مع زيادة الوعي.

### البالغون المصابون بفشل القلب
يمكن أن يُسهم التخطيط المسبق للرعاية في تعزيز توثيق المناقشات بين الطاقم الطبي والمشاركين، وتحسين حالات الاكتئاب لدى الأفراد. ويتضمن ذلك مناقشة خطة الرعاية المستقبلية للفرد مع مراعاة تفضيلاته وقيمه. إلا أن النتائج المستندة إلى هذا الموضوع لا تزال قائمة على أدلة ذات جودة منخفضة، وهناك حاجة إلى دراسات أكبر لاستكشاف تأثير التخطيط المسبق للرعاية على كبار السن.

### كبار السن الذين يعانون من الضعف الجسدي
يمكن للتخطيط المسبق للرعاية أن يدعم كبار السن الذين يعانون منمتلازمة الوهن العام للتعبير عن نوع الرعاية الصحية التي يفضلونها مستقبلاً. كما يمكن أن يُحسن من نتائج الرعاية الصحية المقدّمة لهم.